# 10557 Роланд
10557 Роланд (10557 Rowland) — астероїд головного поясу, відкритий 15 вересня 1993 року.
Тіссеранів параметр щодо Юпітера — 3,557.